# Трабиц
Трабиц (нем. Trabitz) — община в Германии, в земле Бавария. 
Подчиняется административному округу Верхний Пфальц. Входит в состав района Нойштадт-ан-дер-Вальднаб. Подчиняется административному сообществу Ширмиц. Прессат.  Население составляет 1336 человек (на 31 декабря 2010 года). Занимает площадь 26,96 км².
Община подразделяется на 20 сельских округов.

## Население
По оценке на 31 декабря 2015 года население общины Трабиц составляет 1286 чел. 

| Дата      | 1840 | 1871 | 1900 | 1925 | 1939 | 1950 | 1961 | 1970 | 1987 | 2011 |
| --------- | ---- | ---- | ---- | ---- | ---- | ---- | ---- | ---- | ---- | ---- |
| Население | 991  | 1167 | 981  | 1170 | 1063 | 1697 | 1404 | 1384 | 1366 | 1305 |

| Год       | 1960 | 1970 | 1980 | 1990 | 2000 | 2009 | 2010 | 2011 | 2012 | 2013 | 2014 | 2015 |
| --------- | ---- | ---- | ---- | ---- | ---- | ---- | ---- | ---- | ---- | ---- | ---- | ---- |
| Население | 1433 | 1399 | 1360 | 1440 | 1464 | 1316 | 1336 | 1300 | 1300 | 1295 | 1298 | 1286 |